# خنجر ظریف
خنجر ظریف دومین بخش سه‌گانه نیروی اهریمنی‌اش است.

## خلاصه داستان
پسری به نام ویل که مادری عصبی دارد به دنبال پدرش، جان پری از پنجره‌ای درون هوا می‌گذرد و به چیتاگاتزه وارد می‌شود. اشباح بزرگسالانِ چیتاگاتزه را از بین برده‌اند و او طی اتفاقاتی با لایرا آشنا شده و حامل خنجر ظریف می‌شود. لی اسکورسبی هوانورد، جان پری یا استانیسلاوس گرومن را از میان تاتارها برده و خود کشته می‌شود و اتفاقاتی دیگر…
خانم کالترا، مادر لایرا، جادوگری را به دلیل پیشگویی که مربوط به دخترش گفته شده‌ است را شکنجه می‌کند.قبل از اینکه قربانی جزئیات را فاش کند، توسط جادوگر سرافینا پک لا کشته می‌شود.
با فهمیدن اهمیت لایرا، یرافینا پلاکا به جستجوی او می‌رود. در همین حال، هوانورد لی لی اسکوربی به جستجوی او می‌رود. او اعتقاد دارد قبلاً مرده‌ است. او از کسانی قدرتمندند و می‌تواند از لابرا محافظت کنند، اطلاعاتی دارد.
ویل به دنیای خودش بازمی‌گردد تا در مورد پدرش که سال‌ها قبل در یک سفر گم شده بود اطلاعاتی پیدا کند لایرا که با او آمده‌ است می‌خواهد در مورد غبار- ذرات مرموز متصل به هوشیاری- بیاموزد. لایرا به توصیه آلتیو شرش که وسیله‌ای برای گفتن حقیقت است به دیدار دکتر جاری فانون فیزیکدان می‌رود که رایانه‌ای دارد که می‌تواند با جاده تاریک ارتباط برقرار کند. لایرا متوجه می‌شود که ماده‌ای که تاریک به نظر می‌رسد با آنچه او به عنوان گرد و غبار می‌شناسد مطابقت دارد.
پس بعد از قبول کردن بالابر از سمت یک پیرمرد که خود را آقای چاراز لاتروم معرفی می‌کند متوجه می‌شود که لارا آلتیولتر را دزدیده‌ است آقای چارلز قول می‌دهد که ساز را در ازای خنجر نیرومندی که اکنون در سیتا گاز به تملک خودش درآورده برگرداند. ویل جوانی را که خنجر را از صاحب آن گرفته‌است، شکست می‌دهد.
جاکومو پارادایسی، اما در این مبارزه دو انگشت خود را از دست می‌دهد که این نشانه‌ای است که ویل حامل جدید خنجر است. و او قدرت آن را در توانایی بریدن هر ماده، حتی بین دو جهان را توضیح می‌دهد. ویل و لایرا می‌فهمند سیتاگاز شکار شده‌است با روح‌خوارانی که نوجوانان و بزرگسالان را قربانی می‌کنند اما کودکان را نادیده می‌گیرند.
ویل با استفاده از چاقو پنجرهٔ خانه آقای چارلز را شکست و در آنجا مکالمهٔ او را با خانم کولتر را شنید لیرا متوجه می‌شود که آقای چارلز لرد پورشال است، اصالتاً از دنیای خودش است و ویل خبر جدیدی از پدرش می‌شنود که پس از کشف یک حفره‌ای بین جهان‌ها ناپدید شده بود. ویل و لایرا با فشارسنج به سیتاگازه فرار می‌کنند و توسط سرامیناپلاکا از بچه‌های غارتگر نجات می‌یابند او به‌طور ناموفق تلاش می‌کند تا دست آسیب دیده ویل را بهبود بخشد.